# Joaquim Ferreira do Amaral
Joaquim Martins Ferreira do Amaral, né le 13 avril 1945 à Lisbonne, est un homme politique portugais, membre du Parti social-démocrate (PPD/PSD).

## Biographie

### Formation et carrière
Titulaire d'une licence de génie mécanique, obtenue à l'Institut technique supérieur (IST), il est ensuite recruté à la direction générale des Services industriels. En 1982, il devient, pour un an, technicien aux Industries de la défense nationale (IDN) et à l'Institut des investissements étrangers. Il retrouve un poste similaire, en 1986, à l'Institut de financier de soutien au développement agricole et piscicole.

### Secrétaire d'État
En 1979, il est nommé au poste de secrétaire d'État, chargé des Industries d'extraction et de transformation, dans le gouvernement intérimaire dirigé par Maria de Lourdes Pintasilgo. Il adhère deux ans plus tard au Parti social-démocrate et devient, jusqu'en 1983, secrétaire d'État, chargé de l'Intégration européenne, dans les cabinets de Francisco Pinto Balsemão.

### Ministre
Environ un an et demi après la formation d'une grande coalition entre le Parti socialiste et le PPD/PSD, il est rappelé au gouvernement, le 17 octobre 1984, en tant que ministre du Commerce et du Tourisme. Il démissionne en 1985, après la rupture de l'alliance, mais il doit attendre la formation du deuxième cabinet du social-démocrate Aníbal Cavaco Silva, le 18 août 1987, pour retrouver son poste.
Lors d'un remaniement ministériel, opéré le 24 avril 1990, Joaquim Ferreira do Amaral est nommé ministre des Travaux publics, des Transports et des Communications. Sous son mandat, confirmé en 1991, de nombreuses autoroutes, ainsi que le pont Vasco de Gama, à Lisbonne, sont construits.

### Fin de carrière
Élu député du district de Lisbonne lors des élections législatives du 1er octobre 1995, il quitte le gouvernement un mois plus tard, du fait de la victoire des socialistes lors du scrutin. L'année suivante, il est désigné vice-président du Parti social-démocrate par Marcelo Rebelo de Sousa, occupant ce poste pendant trois ans. Il se présente, le 14 décembre 1997, à la mairie de Lisbonne contre le socialiste sortant, João Soares, mais n'obtient que 39,3 % des suffrages exprimés, contre 51,9 % à la liste du maire sortant.
Après avoir été réélu à l'Assemblée de la République aux élections législatives du 10 octobre 1999, dans le district de Leiria, il est désigné candidat social-démocrate à l'élection présidentielle du 14 janvier 2001. Il échoue cependant à battre le président socialiste, Jorge Sampaio, en obtenant seulement 34,68 % des suffrages exprimés, le chef de l'État sortant remportant 55,55 % des voix dès le premier tour. Il démissionne du Parlement le 23 mai 2002, deux mois après sa dernière réélection, et se retire de la vie politique.